# Subak (Bali)
Subak è il sistema di irrigazione tradizionale dell’isola di Bali in Indonesia. Dal 6 luglio del 2012 fa parte dei siti patrimonio dell'umanità dell’UNESCO.

## Etimologia del termine
La parola ‘’subak’’ in lingua balinese significa "sistema di irrigazione delle risaie".

## Storia
Sviluppatosi nel IX secolo, il subak è un sistema di agricoltura sostenibile che si basa sulle secolari associazioni agricole che condividono l'uso dell'acqua di irrigazione per la coltivazione del riso (padi).
Per secoli l'acqua dei laghi vulcanici è stata deviata attraverso fiumi e canali per finire nelle terrazze di riso costruite dai balinesi, realizzando un ecosistema artificiale complesso.

## Simbologia
Il sistema subak può essere definito la ‘manifestazione più sofisticata’ della cultura balinese, ossia espressione materiale della filosofia indu’ ‘’Tri Hita Karana’’ (i tre livelli dell’armonia), un mix che ha radici nelle teorie dualiste Śaivasiddhānta, in quelle esoteriche del Buddhismo Vajrayāna e in quelle autoctone.
La Tri Hita Karana può essere definita ‘’la legge dei tre livelli dell’armonia’’, per cui i pilastri del benessere sono tre: il rapporto tra l’uomo e il mondo degli spiriti (parhyangan), quello tra l’uomo e l’uomo (orang) e il terzo tra l’uomo e l’ambiente (alam). Solo l'equilibrio armonioso fra i tre renderebbe possibile la vita a Bali.
La Tri Hita Karana è al centro del concetto del subak che vive di una dimensione spirituale, per cui l’acqua dolce è un dono della dea Dewi Danu, l’agricoltura sacra alla dea Dewi Sri e il riso è dono celeste ai balinesi.
L'acqua di ogni subak parte dai canali costruiti nei templi, pertanto è pura e sacra, inonda i campi e genera poi i frutti. A raccolto effettuato, gli agricoltori offrono parte di questo agli dei durante le cerimonie, chiudendo così il cerchio cosmico induista (Maṇḍala).

## Il sistema d’irrigazione
Tutta Bali è suddivisa in centinaia di subak, altamente organizzati, che variano da pochi ettari a diverse centinaia di ettari, su cui lavora un minimo di 40 fino a un massimo di 400 contadini.
Il singolo sistema di subak è costituito da una fonte d’acqua, cinque risaie terrazzate e diversi templi d'acqua (pura tirta), che sono il centro principale della gestione totale dell'acque.
I diversi subak sono suddivisi in rigorose organizzazioni gerarchiche, presiedute dalla casta sacerdotale (brahmina). I sacerdoti organizzano ogni dettaglio del sistema stesso, come il calcolo della cubatura dell’acqua per subak, come/quando/cosa piantare, ecc.

## Il Museo Subak
Nel 1981, fu inaugurato un museo dedicato al patrimonio del sistema agricolo balinese nel villaggio di Tabanan, ivi trovare strumenti tradizionali, fotografie e statue raffiguranti le divinità della natura, tra le quali spiccano, oltre a Sri Dewi e Dewi Danu, anche Retna Dumilla, la rappresentazione antropomorfe del riso; Djaka-Puring e Kjai-Tuwa, i fondatori della agricoltura balinese, e il supremo Batara Guru, uno dei diversi epiteti balinesi del dio Shiva.

## Siti dell’UNESCO
- Pura Ulun Danu Batur, tempio sul bordo del lago del cratere del Monte Batur, è considerato l'origine ultima di ogni sorgente e fiume, dimora della dea Dewi Danu.
- Subak di Catur Angga Batukaru, menzionato in un'iscrizione del X secolo.
- Subak del fiume Pakerisan, il più antico di Bali dal IX secolo.
- Pura Taman Ayun, presenta il sistema subak più grande dell’isola dal XVII secolo.

## Gallery

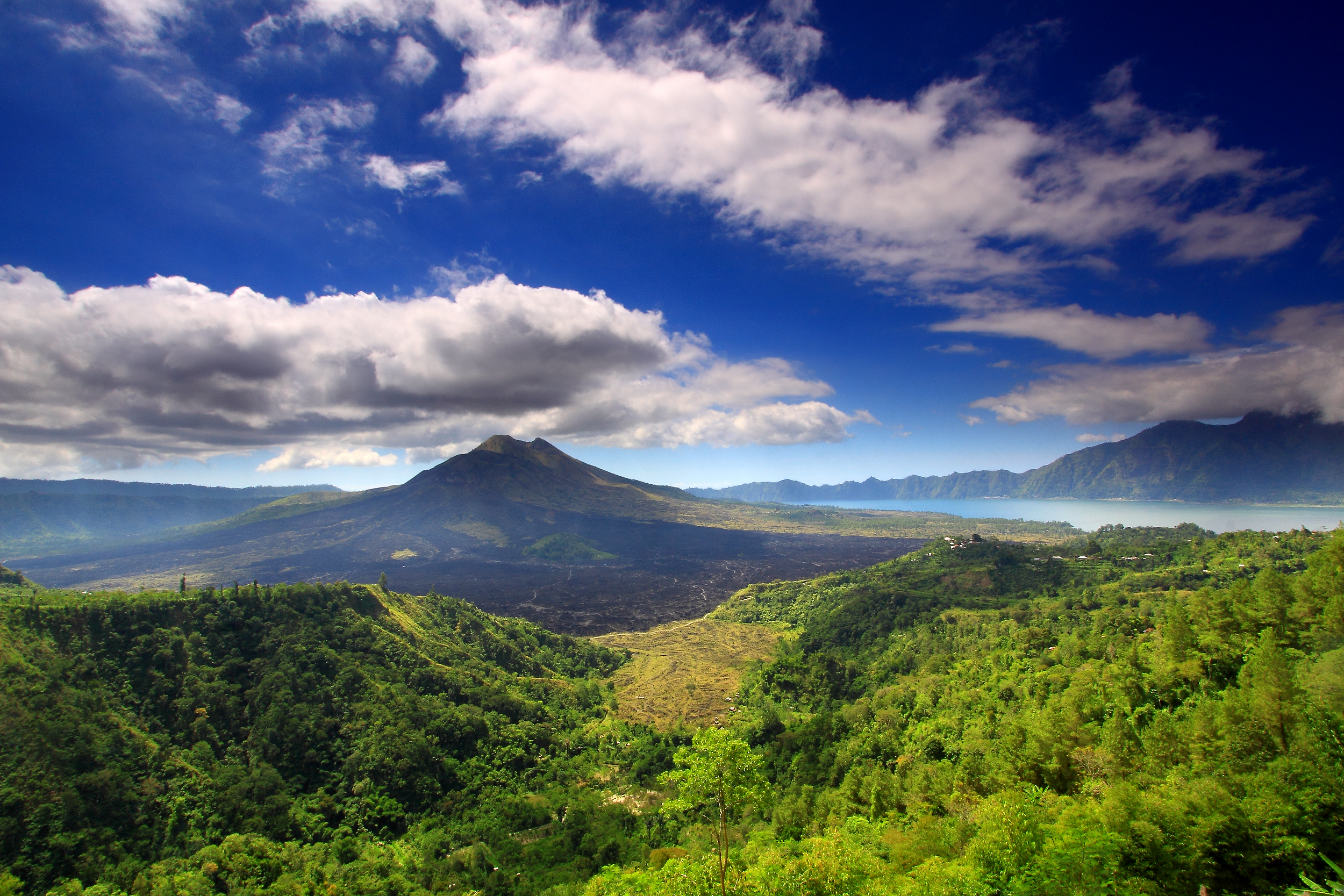
Il monte Batur ed il suo lago.
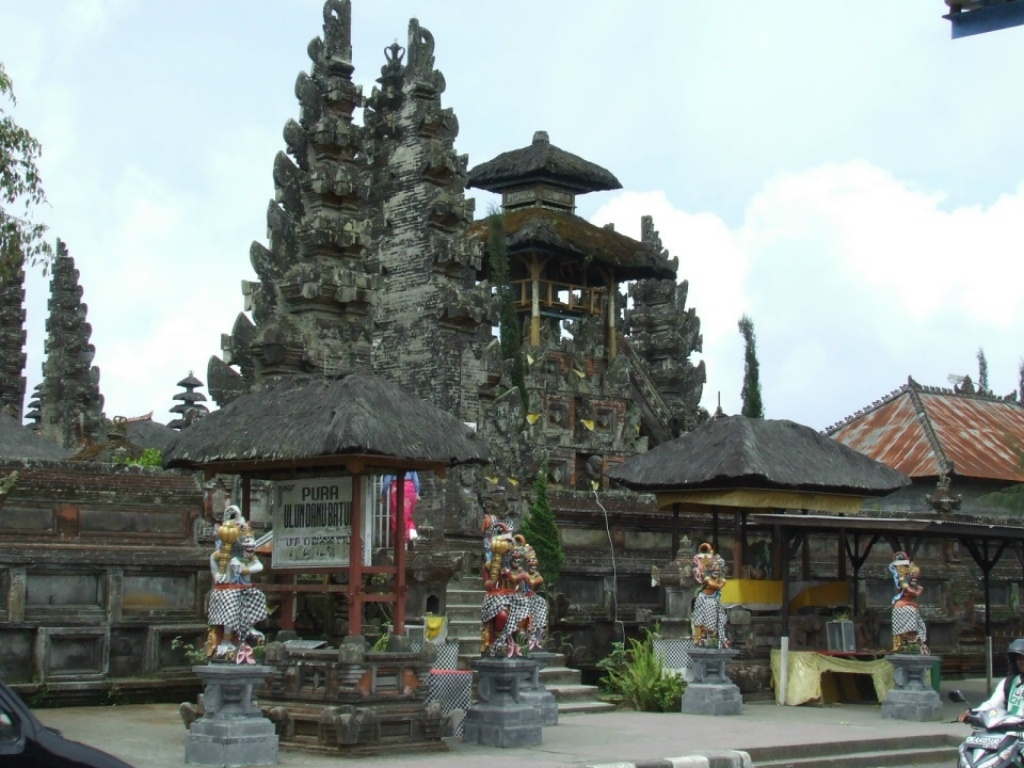
Pura Ulun Danu Batur.
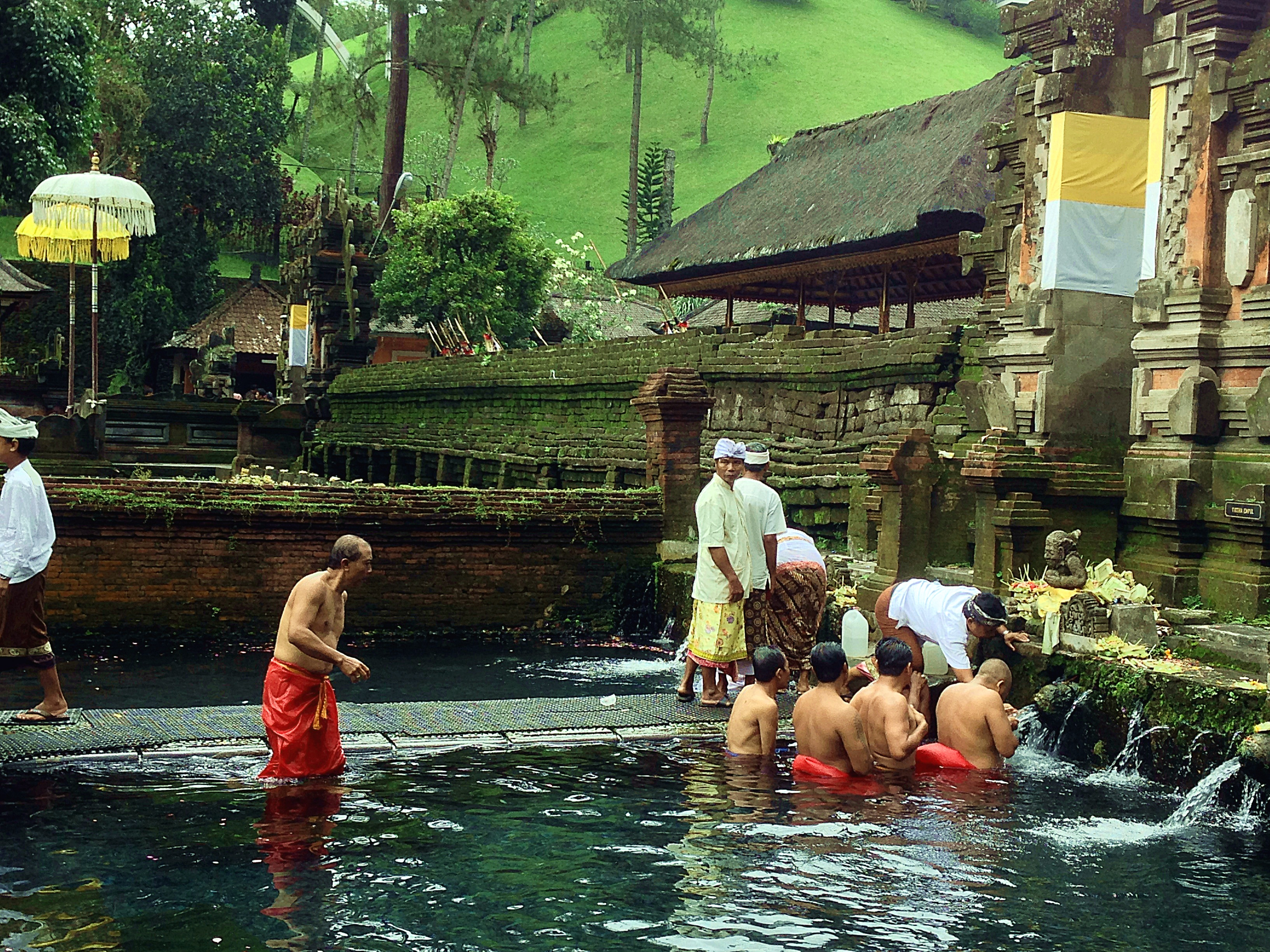
Tempio di Tirta Empul.
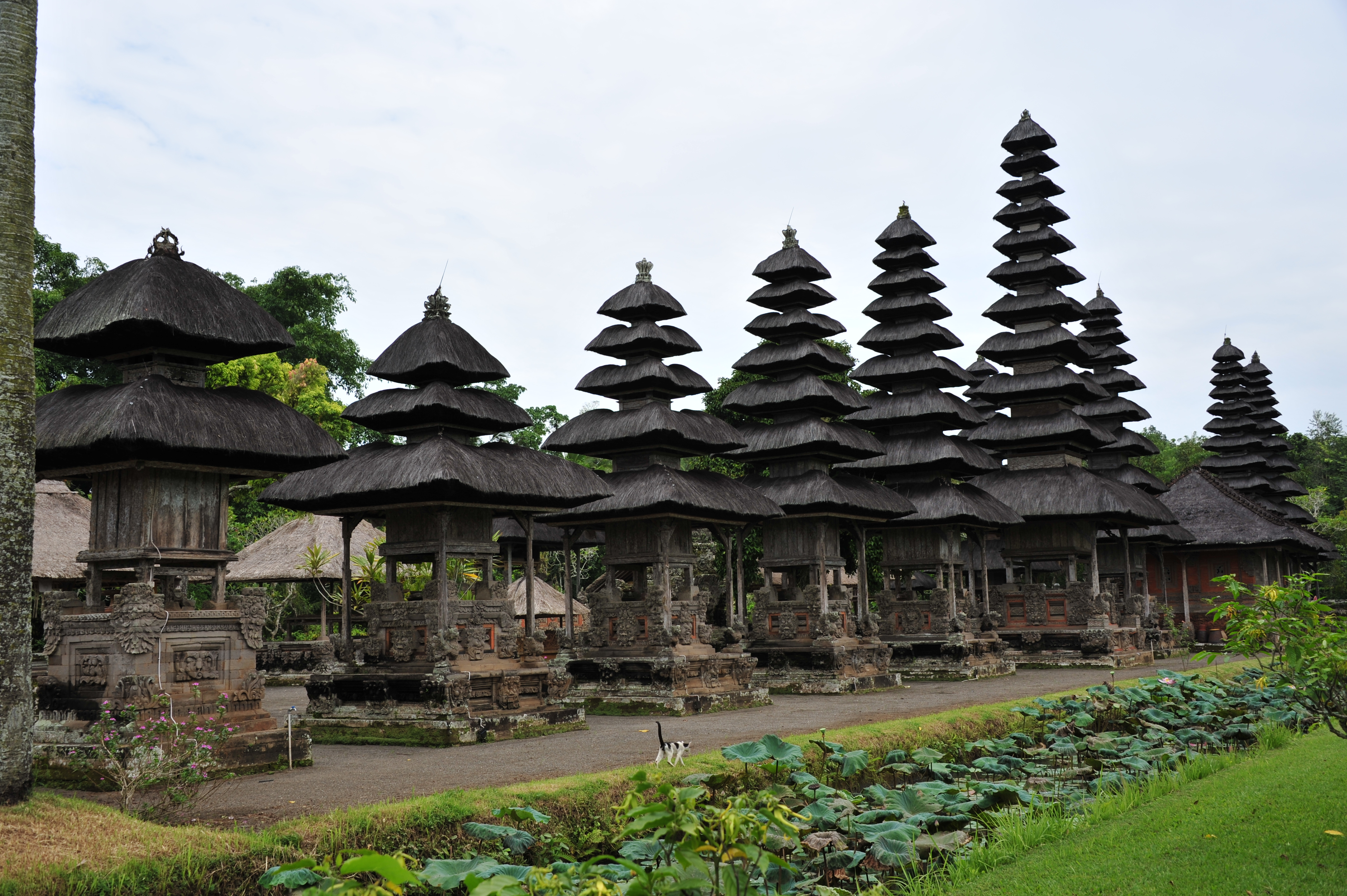
Pura Taman Ayun.
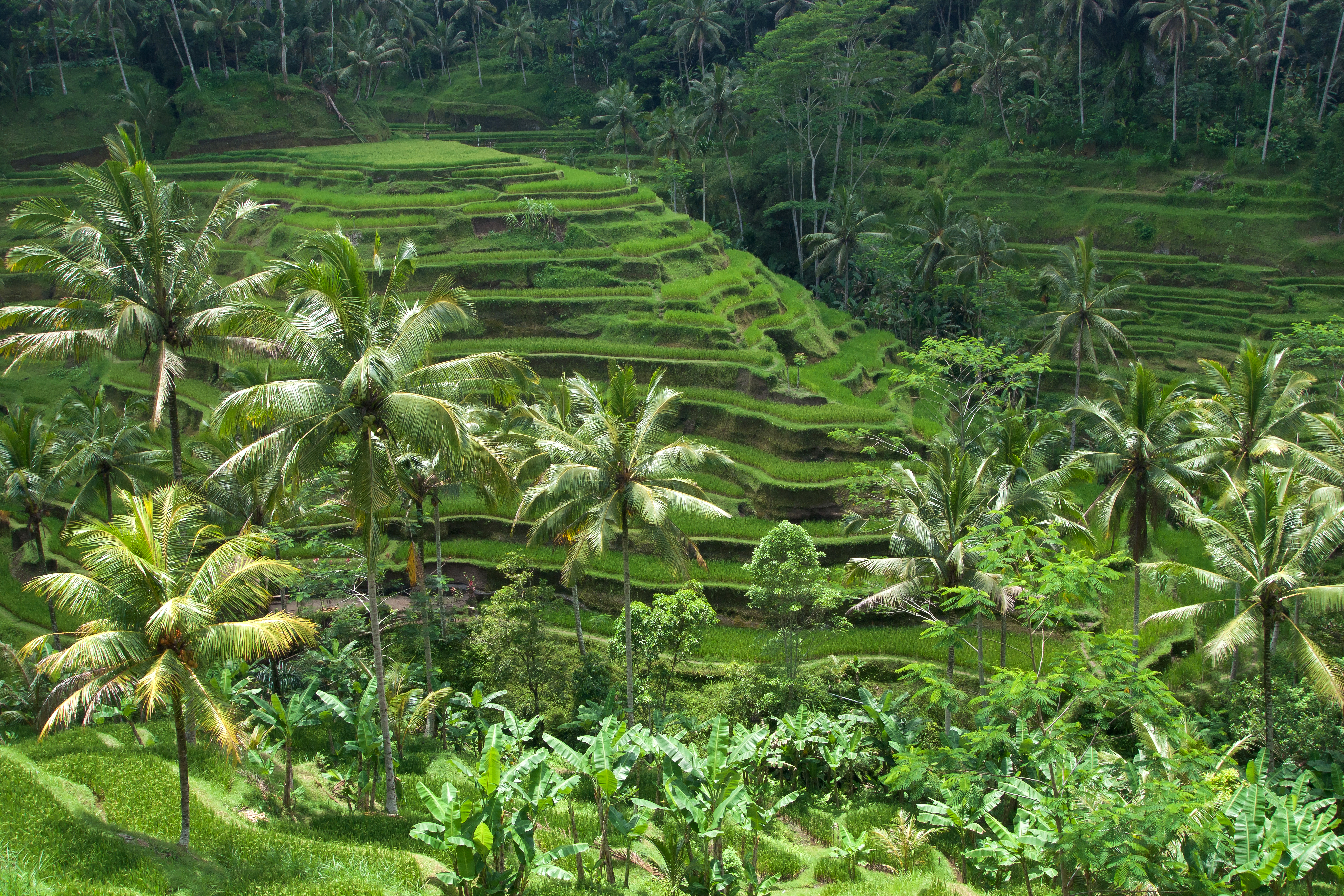
Le terrazze di un subak nel villaggio di Tegalalang, Gianyar.